# Rolf Rüssmann
Rolf Rüssmann (Schwelm, 13 de outubro de 1950 - 2 de outubro de 2009) foi um futebolista alemão, que atuava como defensor.

## Carreira
Russmann fez parte do elenco campeão da Seleção Alemã de Futebol, na Copa do Mundo de 1978. 